# Parornix szocsi
Parornix szocsi is een vlinder uit de familie mineermotten (Gracillariidae). De wetenschappelijke naam is voor het eerst geldig gepubliceerd in 1952 door Gozmany.
De soort komt voor in Europa.